# Ficus ovata
Ficus ovata är en mullbärsväxtart som beskrevs av Vahl. Ficus ovata ingår i släktet fikonsläktet, och familjen mullbärsväxter. Inga underarter finns listade i Catalogue of Life.